# Dipsas neivai
Dipsas neivai är en ormart som beskrevs av Amaral 1926. Dipsas neivai ingår i släktet Dipsas och familjen snokar. Inga underarter finns listade i Catalogue of Life.
Arten Dipsas neivai godkänns inte av The Reptile Database. Taxonet listas där som synonym till Dipsas variegata. Den population som tidigare utgjorde Dipsas neivai lever i Brasilien i delstaterna Minas Gerais och Bahia.